# Андрику, Михаил
Михаил Георге Андрику (рум. Mihail Gheorghe Andricu; 22 декабря 1894, Бухарест — 4 марта 1974, Бухарест) — румынский пианист, композитор и музыкальный педагог.

## Биография
Окончил Бухарестскую консерваторию (1909), ученик Альфонсо Кастальди и Думитру Кириака-Джорджеску. Затем совершенствовал своё композиторское мастерство в Париже у Венсана д’Энди и Габриэля Форе. Много гастролировал, особенно как аккомпаниатор Джордже Энеску, в 1923 и 1924 гг. был удостоен премий на национальном конкурсе композиторов имени Энеску.
Автор 11 симфоний, написанных с 1944 по 1970 гг., а также трёх камерных симфоний, 13 симфониетт, восьми сюит для оркестра, скрипичного и виолончельного концерта, камерных сочинений, балетов «Тайна» (1936) и «Лучафэрул» (1951).
Профессор Бухарестской консерватории по классам камерной музыки (1926—1948) и композиции (1948—1959). Лауреат Государственной премии Социалистической республики Румыния (1954). В 1959 г. в связи с ужесточением политической цензуры в Румынии был отстранён от преподавания, его произведения перестали исполнять.